# Daniel Mönchmeier
Daniel Mönchmeier (auch: Monchmeier, Munchmeier, Münchmeier;* 27. November 1582 in Groß Salze; † 6. Juni 1635 in Braunschweig) war ein deutscher Pädagoge und evangelischer Theologe.

## Leben
Daniel war das vierte von zehn Kindern des Pfarrers in Groß Salze Johannes Mönchmeier und dessen Frau Susanna Pensold, die Tochter des Oberpfarrer in Brehna Johannes Pensold (auch: Bentzold; * 1517 in Weida; † 1585 in Brehna). Er hatte anfänglich die Schule in seinem Heimatort besucht. 1598 bezog er das Altstädter Gymnasium in Magdeburg, die unter der Leitung des Rektors Georg Rollenhagen stand.
1599 nahm er Studium an der Universität Wittenberg auf, wo er sich am 24. September 1605 den akademischen Grad eines Magisters erwarb. Nachdem er noch einige Zeit Privatvorlesungen in Wittenberg gehalten hatte, wurde er im November 1607 Rektor in Groß-Salze und wirkte als solcher 1610 in Wernigerode. 1612 ging er als Archidiakon nach Heringen/Helme, war 1616 Pastor und Superintendent in Frankenhausen, 1621 Koadjutor in Braunschweig und nach dem Tod von Magister Johannes Wagner 1623 Superintendent in Braunschweig. Sein Leichnam wurde am 10. Juni in der Braunschweiger St. Martinikirche beigesetzt.

## Familie
Mönchmeier war zweimal verheiratet. Seine erste Ehe schloss er am 30. Mai 1608 mit Elisabeth (* 30. August 1583 in Torgau; † 7. September 1626 in Braunschweig an Pest), der Tochter des Torgauer Handelsmannes Valentin Wustmann und dessen Frau Anna Weisse. Aus der Ehe gingen vier Söhne und drei Töchter hervor, wobei drei Söhne und eine Tochter vor dem Vater verstarben. Von diesen Kindern kennt man: Johannes Mönchmeier (studierte in Wittenberg; † vor Vater); Samuel Mönchemeier (studierte in Wittenberg), Elisabeth Mönchemeier, Susanna Mönchemeier.
Seine zweite Ehe schloss er am 27. Januar 1629 mit Euphrosina, der Tochter des Doktors der Theologie und Domprediger am Hohen Stift in Magdeburg Philipp Hahn (* 1. Mai 1558 in Halle; † 16. Juli 1616 in Magdeburg) und dessen Frau Barbara, der Tochter des Assessors am Schöppenstuhl in Halle Caspar Ludewig. Aus der Ehe stammte eine Tochter. Nach dem Tod von Mönchemeier verheiratete sich seine Witwe am 5. Dezember 1637 mit dem Kämmerer und Patritzer in Braunschweig Tobias Olfen.

## Werke (Auswahl)
- Tods Memorial/ Aus dem XC. Psalm v. 13. Lehre uns bedencken/ daß wir sterben müssen/ Auff daß wir klug werden : Bey der Christlichen Begräbnüß Der Erbaren und Tugendtsamen Matronen Catharinae Seitzin/ Deß Ehrwirdigen/ Achtbarn/ und Wolgelarten Herrn M. Joannis Ruperti, weyland Generalis Superintendentis, deß Niedersächsischen Fürstenthumbs zur Lawenburg/ seliger Wittwen/ Welche zu Heringen den 6. Maii Anno 1614. gegen 2. Uhr nach Mittage/ im wahren glauben/ und anruffung Christi/ mit einem wundersanfften und seligen Ende dieser Welt abgedancket/ Und folgends den 9. Maii Christlicher weise zur Erden bestattet worden. Hamburg, 1615 (Online)
- Articulus Tertius De Baptismo. Disputatio VII. De Salutari Fructu Baptismi. Präs. Friedrich Balduin. Wittenberg 1619 (Online)
- Leichpredigt Aus der Historia Genes. 35. v. 16/19. Von Rahels schmertzlicher Geburt und Tode : Beym Begräbniß der weyland Erbarn und Ehrentugendsamen Frawen Annae-Blandinae Abtin/ des Ehrenvesten und Wolweisen Herrn Caspari Scharffenberges/ Bürgermeister in Franckenhausen/ gewesenen ehelichen Haußfrawe. Welche in ihren wehrenden Sechswochen den 13. Aprilis, Anno 1619. in Christo sanfft und selig verstorben/ und folgenden Tages zur Erden Christlicher weise bestattet worden. Jena, 1619 (Online)
- Christliche Leichpredigt Auß dem Spruch Pauli 1. Timoth 2. v. 15. Das Weib wird selig durch Kinder zeugen : Beym Begrebniß. Der Weiland/ Erbarn/ und Tugendsamen Frawen Barbaren/ Des Ehrn-Achtbarn und wolgelahrten Herrn Georgii Hoffmans/ Führnemen Bürgers/ und Pfarrherrns zu Franckenhaussen Ehlicher Haußfrawen. Welche den 6. Novembis Anno 1618. In ihren wehrenden Sechswochen in dem HErrn Christo selig entschlaffen/ und folgenden 8. Novembris Christlicher weise zur Erden bestattet. Jena 1619 (Online)
- Leichpredigt Auß des gewöhnlichen Grablieds Verßlein. Sein Jamer/ Trübsal/ und Elend/ Ist komen zu eim selign End: Er hatt getragen Christi Joch/ Ist gestorben/ und lebet noch : Beym Begräbnüß Der … Matronen. Elisabethae Annae; Des … Herrn/ Johann Wonnen/ Fürnehmen Bürges und Pfanherrn zu Franckenhausen … Haußfrawen. Welche den 4. Decembris Anno 1619. Nachts zwischen 1 und 2 Uhr … entschlaffen/ und den 6. Decembr. … bestattet. Eisleben, 1620 (Online)
- Alles wahren Trosts Heuptgrund und grosser Nutz Bey Christlicher Sepultur Der WolEdlen … Frawen Catharina Engels/ gebornen von Alvensleben/ des … Henning von Quitzow … hinterlassener Wittib.: Welche den 3. Julii/ Anno 1628. … selig entschlaffen/ und folgends den 14. Augusti in der S. Johannis Kirchen in Braunschweig … beygesetzet worden . Braunschweig, 1623 (Online)
- Gewisser/ thewrer und werther Trost wieder die Anfechtung und Schrecken der Sünden Aus dem schönen Spruch Pauli I. Tim. I. v. 15 - 18. Das ist gewißlich war/ und ein &c. : Bey Christlicher Sepultur Der … Matronen Apollonien Elers/ deß … Hans Timans sel: hinderlassene Wittib Welche zu Braunschweig den 3. Julii … entschlaffen/ und folgenden 6. Julii dieses 1624. Jahrs … bestattet worden. Braunschweig, 1624 (Online)
- Euthanasia oder selige Sterbkunst in zweyen fürnehmen Stücken Auß den schönen Sprüchlein 1. Johan. 1. v. 8. Das Blut Jesu Christi &c.: Bey Christlicher Sepultur Des … Autor Thamman gewesenen Directoris und wolverdienten Ober-Burgermeisters in Braunschweig. Welcher den 2. Julii … Anno 1624. … sein Leben … beschlossen/ und folgenden 5. eiusdem … in der Pfarrkirchen S. Martini begraben worden. Braunschweig 1625 (Online)
- Gottes gnadenreiche Verheissung/ von seiner Hülffe/ Schutz/ Erhörung/ Beystand und ewigem Heyl. Auch Wie dieselbe nach Gottes Willen/ und Befehl zuerlangen. Auß den 3. letzten Verßlein des 91. Psalms. Bey Christlicher Sepultur. Des Weyland … H. Henning Riecken/ gewesenen Rathsverwanten/ lange und wolverdienten Provisoris der Kirchen S. Andreae und Patricii in Braunschweig: Welcher den … 14. Novembris Anno 1624. … selig entschlaffen und folgends den 17. Novembris Christlicher Weise bestattet worden. Braunschweig, 1625 (Online)
- Alles wahren Trosts Heuptgrund und grosser Nutz Bey Christlicher Sepultur Der WolEdlen … Frawen Catharina Engels/ gebornen von Alvensleben/ des … Henning von Quitzow … hinterlassener Wittib. : Welche den 3. Julii/ Anno 1628. … selig entschlaffen/ und folgends den 14. Augusti in der S. Johannis Kirchen in Braunschweig … beygesetzet worden. Braunschweig 1629 (Online)
- Aller Christen höchster Trost und Hoffnung im Leben und Sterben/ An dem hochthewren kräfftigem Blut Jesu Christi deß Sohns Gottes : Aus der I. Epist. Cap. 1. v. 8. Bey Christlicher Sepultur Der … Frawen Catharinen Kalmin/ deß … Herrn Heinrich Schraders S. fürnehmen Patricii … in Braunschweig/ hinterlassenen Witwen. Welche am dritten Advents Sontag war der 17. Decembris Anno 1626. … endschlaffen/ und den 20. eiusdem in der Kirchen zu S. Catharinen … bestattet worden. Braunschweig, 1628 (Online)
- Handbüchlein etlicher Fragen: Aus welchem zu mehrern Verstand des H. Catechismi/ die Knaben und Jugend in der Kirchen/ Schulen/ und daheime nützlich unterrichtet und geübet werden können. Braunschweig 1633 (Online)
- Menschliches unbestendiges/ kurtzes/ Mühseliges Leben: Auß dem 90. Psalm v. II. unser Leben weret [et]c. Bey Christlicher ansehnlicher Sepultur Des … Herrn Johann. von Uslar I.U.D. gewesenen Fürstlichen Braunschweigischen Hoff- und ConsitorialRahts … Welcher An. 1631. den 4. Novemb. … abgeschieden: und den 16. Novembris … bestattet worden. Celle, 1637 (Online)